# Austroprostoma namaquaense
Austroprostoma namaquaense är en djurart som tillhör fylumet slemmaskar, och som beskrevs av Stiasny-Wijnhoff 1942. Austroprostoma namaquaense ingår i släktet Austroprostoma och familjen Tetrastemmatidae. Inga underarter finns listade i Catalogue of Life.